# Lợn peccary lớn
Lợn peccary lớn (Danh pháp khoa học: Pecari maximus) là một loài thú trong chi Pecari thuộc họ Tayassuidae, bộ Artiodactyla. Đây là một loài thứ tư có thể là một loài của một giống lợn ở Mỹ, được phát hiện ở Brazil vào năm 2000 bởi nhà tự nhiên học người Hà Lan Marc van Roosmalen. 

## Phát hiện
Năm 2003, ông và nhà làm phim lịch sử tự nhiên người Đức là Lothar Frenz đã thành công trong việc quay một nhóm lợn và mà sau này sẽ phục vụ như là các loại thu thập. Mặc dù báo cáo gần đây, nó đã được biết đến như người dân địa phương caitetu Munde, có nghĩa là "lợn lòi Pecari có cuộc sống theo cặp". Nó được đặt tên chính thức vào năm 2007, nhưng các bằng chứng khoa học cho tình trạng loài của nó đã được đặt câu hỏi mà còn là một trong những lý do cho việc đánh giá ban đầu của nó như là dữ liệu thiếu hụt của IUCN năm 2008. Sau một xem xét trong năm 2011, IUCN chuyển lợn lòi Pecari khổng lồ thành danh pháp đồng nghĩa của PECARI TAJACU (P. tajacu).
Phạm vi báo cáo của lợn lòi Pecari lớn bao gồm các khu vực trung và nam Amazon giữa Madeira và sông Tapajós và phía bắc Bolivia, đến phía đông của công viên quốc gia Madidi. Nó bị hạn chế vào rừng Terra Firme. Không giống như các loài lợn Pecari khác trong phạm vi của nó, là một giống heo có tầm vóc lớn đã được báo cáo là sinh sống trong cặp hoặc nhóm gia đình nhỏ.

## Mô tả
Theo mô tả ban đầu của nó, là một giống heo ở Mỹ khổng lồ lớn hơn, chân dài hơn, và tỷ lệ đầu nhỏ hơn chỉ có các thành viên khác của các chi, các lợn lòi Pecari. So với các quần thể PECARI TAJACU, các lợn lòi Pecari khổng lồ cũng có lông mỏng hơn đó là có màu xám ở chân đen nâu và trắng, và một cổ tương đối mờ nhạt. Năm da của lợn lòi Pecari khổng lồ có tổng chiều dài 120–137 cm (47–54 in), trong khi các thợ săn địa phương đã ước tính trọng lượng 40–50 kg (88-110 lb). Dựa trên mtDNA, các loài peccari khổng lồ ước tính đã tách ra từ 1,0-1.200.000 năm trước, nhưng những kết quả này đã được coi là vấn đề do sự hỗ trợ thấp của cỡ mẫu nhỏ, và sự vắng mặt của nDNA và di truyền tế bào kết quả. 

## Tranh cãi
Năm 2011, một quan ghi nhận rằng các phép đo được cung cấp trong các mô tả ban đầu là trong những loài thường được công nhận cho loài PECARI TAJACU, và các hành vi được cho là duy nhất cho lợn lòi Pecari khổng lồ cũng được biết đến từ PECARI TAJACU. Chúng cũng cung cấp bằng chứng di truyền mới cho thấy rằng peccari từ Nam Mỹ tạo thành một nhánh đơn ngành bao gồm các lợn lòi Pecari khổng lồ (mà không có nó các nhánh là cận ngành). Việc phân chia di truyền chủ yếu trong một giống heo ở Mỹ giữa một nhánh gồm Bắc và Trung Mỹ, và một nhánh gồm Nam Mỹ (vùng tiếp xúc được coi là ở Colombia, trong đó có cả hai nhánh). Hơn nữa, sự thay đổi trong một loài sâu rộng được biết đến trong hình thái của các PECARI TAJACU.